# Теорија шест шешира
Шест шешира за размишљање је техника размишљања у психологији коју је осмислио британски психолог др Едвард де Боно и описао је у свом делу Шест шешира за размишљање.
Ова техника има за циљ уочавање могућности да се све може посматрати из више углова и да, иако смо научили да ствари, појаве, проблеме, посматрамо на један начин, можемо успети да видимо ствари и из другог угла. Потреба за оваквом техником појавила се из простог разлога што је већина људи склона да размишља увек и о свему на такорећи исти начин. Од 1993. године, када се појавила, преко 200.000 људи је прошло обуку помоћу технике шест шешира и пошто се показала као веома успешна, користе је многе престижне светске фирме (IBM, НТТ, Бел Канада, Федерал Експрес, Ели Лили, БА, БАА и Роквел Интернешенел). Вежба је веома практична за било коју врсту тимског рада — у школи, у фирми, међу менаџерима. Последица добро схваћене и одрађене вежбе јесте повећање толеранције код одређених типова људи, повећање критичности код других итд. У коначном исходу — бољи учинак у било којој врсти посла.

## Вежба
Постоји шест (симболичних или стварних) шешира од којих сваки представља одређени тип размишљања. Учесници се поделе у групе од по (најбоље) троје. Сви добију исту тему за размишљање (теме могу бити ускопрофесионалне, животне, породичне — по потреби), на пример брак/управљање фирмом/рекламирање производа/однос према учењу/писање личног дневника. Списак је неограничен. Свака група добије један шешир уз објашњење коју врсту односа према теми он симболизује. Посебно је добро поделити шешире тако да свако добије управо онај шешир чија је симболика у супротности са његовим уобичајеним начином мишљења. Следи симболика и пример из Европског језичког портфолија у вези с темом мачке:
| мала | Бели шешир — неутралан, само га чињенице интересују, као машина, ништа не осећа. Конценрише се на податке, чињенице и информације којима располаже. Особа којој је додељена бела боја мора да заборави на предлоге, аргументе и сугестије и да се концентрише на то које су информације потребне и расположиве и на који начин се до њих може доћи.                    | Мачке су животиње на четири ноге, имају крзно и бркове, једу мишеве.                                                                                              |
| мала | Црвени шешир — јаке емоције, осећајан, бес/мржња/љубав/симпатија, не осећа потребу за правдањем. Концетрише се на своја осећања и предосећаје када размишља о проблему и износи их без много размишљања. | Мачке су прљаве и себичне животиње које се у породици понашају као диктатори. Мачке су слатке и дражесне крзнене лоптице, топле и миле животиње.                  |
| мала | Црни шешир — опрезан, посматра негативне стране, критичар, мрзовољан. Концентрише се на ризике и негативне последице, заговара опрез и истиче све што се не може решити. | Мачке могу преносити болести, труднице треба да их избегавају, могу изазвати алергију, треба добро размислити пре него што се преузме одговорност и набави мачка. |
| мала | Жути шешир — позитиван карактер, оптимиста, пун наде, посматра позитивне стране, конструктиван карактер, види само најбоље. Оптимиста који размишља о најбољим могућим (реалним) резултатима и као противтежа Црном шеширу заговара позитивне стране решења проблема или могућности. Није интуитиван као Црвени шешир већ свој оптимизам заснива на логичким основама. | Мачке су заиста корисне у кући због хватања мишева, независне су и лаке за одржавање.                                                                             |
| мала | Зелени шешир — креативност, нове идеје, нови начин сагледавања ствари, олакшава промене. Размишља креативно, о могућем напретку, о идејама које могу произаћи једна из друге, поставља питање: „Да ли се ово може објаснити/направити/разумети на било који други начин?“                                                                                              | Мислим да би било добро да оснујемо сопствено друштво за чување и гајење мачака.                                                                                  |
| мала | Плави шешир – обједињује карактере осталих, указује на недостатке, на оно што је сувишно, на оно што је корисно да би се извели закључци. Размишља измакнуто из теме/проблема, посматра са стране. То је особа која разматра процес размишљања и контролише рад групе.                                                                                                 | Неко воли мачке, неко их мрзи. Не постоји логично објашњење, све зависи од осећаја и личних склоности.                                                            |

После унапред одређеног времена (нпр. 25 минута), свака група износи став према одређеној теми, заснован на симболици шешира који јој је додељен. Особа/група којој је додељен плави шешир (може бити тренер – особа која задаје и води вежбу, али и једна од група) на основу одговора које су дале остале групе, сачињава тезе/одговоре на основу симболике плавог шешира.
Наравно, вежби се могу дати различити облици, а да се суштина не измени (на пример да сваки учесник покуша да формира став на основу симболике сваког шешира) и модификовати је у односу на потребе групе са којом се ради. Такође, један од облика јесте и посматрање проблема/теме/задатка из гледишта различитих професија или навика (власника фирме, госта хотела, својих запослених, бизнисмена, човека коме је здравље на првом месту, човека коме је углед на првом месту, различитих клијената...). Вежба Шест шешира у својој суштини подсећа на стилске вежбе (касније објављене као књига Стилске вежбе) које је Рејмон Кено задао својим студентима - у стилским вежбама студенти треба да одглуме основни текст као особе различитих карактера и професија (егоиста, математичар, скептик...) и да прилагоде садржај дотичној особи.

### Циљеви технике
Помоћу Шест шешира може се:
- унапређивати тимски рад и комуникација међу члановима тима;
- развијати креативност;
- учити критичко и аналитичко мишљење, успешније решавати проблем и лакше доносити одлука;
- унапређивати производња и управљање пројектима;
- поделити мишљење на шест начина;
- повећати продуктивност рада у групи и скратити време његовог трајања;
- истражити сваку ситуацију или проблем и створити могућности које излазе ван оквира очигледних решења;
- користити техника паралелног мишљења за охрабривање нечијих идеја и бољу могућност од сукобљавања мишљења;
- различито мислити.

Техника/вежба Шест шешира:
- дозвољава да се унесу емоције и скептицизам у рационалне одлуке;
- отвара могућност креативности при доношењу одлука;
- помаже песимистичним људима да прилазе проблему позитивно и креативно;
- помаже некритичким оптимистима да сагледају и лоше стране одређене одлуке;
- омогућава да извесне одлуке буду донесене с више провере и испитивања, толерантније него што би се то учинило на уобичајен начин;
- помаже да се избегну грешке, да се поправе односи међу људима, да се уочавају предности и недостаци.